# Phorocardius unguicularis
Phorocardius unguicularis (лат.) — вид жуков-щелкунов из подсемейства Cardiophorinae (Elateridae).

## Распространение
Юго-Восточная Азия: Вьетнам, Китай.

## Описание
Длина тела более 7,0 мм (у самок до 12,8 мм). Покров от коричневого до тёмно-коричневого (в некоторых случаях коричнево-чёрное); ноги и усики коричневые; переднеспинка немного темнее остальных. Покровы матовые, с жёлтым опушением. Переднегрудь: прококсальные полости открыты; простернальный отросток постепенно и лишь немного сужен кзади от вентральной вершины при виде снизу, с почти усеченной вершиной. Птероторакс: щитик с заостренной задней вершиной. Коготок лапок с вентральной вершиной не меньше дорсальной. Гениталии самца: парамер без предвершинного латерального расширения или апикального мезального каллуса. Самка: вершина последнего вентрита брюшка (V вентрита) простая, не выемчатая на вершине.
Переднеспинка с боковым килем, не доходящим до переднего края, скрытым при виде сверху выступающим краем дорсальной части переднеспинки (= субмаргинальная линия); прококсальные полости открытые.